# Сен-Женьес-д’Ольт (кантон)
Сен-Женье́с-д’Ольт (фр. Saint-Geniez-d'Olt) — кантон во Франции, находится в регионе Юг — Пиренеи, департамент Аверон. Входит в состав округа Родез.
Код INSEE кантона — 1234. Всего в кантон Сен-Женьес-д’Ольт входят 6 коммун, из них главной коммуной является Сен-Женьес-д’Ольт.

## Коммуны кантона
| Коммуна           | Население, чел. (2007) | Почтовый индекс | Код INSEE |
| ----------------- | ---------------------- | --------------- | --------- |
| Орель-Верлак      | 177                    | 12130           | 12014     |
| Помероль          | 153                    | 12130           | 12184     |
| Прад-д’Обрак      | 417                    | 12470           | 12187     |
| Пьерфиш           | 263                    | 12130           | 12182     |
| Сен-Женьес-д’Ольт | 2 019                  | 12130           | 12224     |
| Сент-Элали-д’Ольт | 333                    | 12130           | 12219     |

## Население
Население кантона на 2007 год составляло 3 362 человека.
| 1962  | 1968  | 1975  | 1982  | 1990  | 1999  | 2006  | 2007  |
| ----- | ----- | ----- | ----- | ----- | ----- | ----- | ----- |
| 3 865 | 4 257 | 3 893 | 3 609 | 3 402 | 3 204 | 3 338 | 3 362 |